# Salenocidaris
Genre
Salenocidaris est un genre d'oursins, de la famille des Saleniidae. On le trouve exclusivement dans les abysses. 

## Description
Ce sont des oursins réguliers : le test (coquille) est plus ou moins globulaire, protégé par des radioles (piquants), l'ensemble étant marqué par une symétrie pentaradiaire reliant la bouche située au centre de la face orale (inférieure) à l'anus situé à l'apex aboral (pôle supérieur), quoique légèrement excentré dans cette famille, et protégé par une grosse plaque suranale. 
Le disque apical est large par rapport au test, à peine surélevé par rapport à la couronne. 
Le périprocte est excentrique, et plus large que la plaque suranale. 
Les plaques du disque apical sont ornées de pustules denses. 
Les plaques ambulacraires sont unigéminées, sauf celle immédiatement adjacentes au péristome, où les deux ou quatre éléments les plus bas sont bigéminés. 
Les tubercules interambulacraires sont imperforés et crénulés ; les mamelons s'élargissement adapicalement.
Ce genre est apparu au Danien.

## Taxinomie
Selon World Register of Marine Species (19 mai 2015) :
- Salenocidaris brachygnatha Mortensen, 1934
- Salenocidaris crassispina (A. Agassiz & H.L. Clark, 1907)
- Salenocidaris hastigera (A. Agassiz, 1879)
- Salenocidaris incrassata Mortensen, 1934
- Salenocidaris miliaris (A. Agassiz, 1898)
- Salenocidaris nudispina (Markov, 1988)
- Salenocidaris pacifica (Döderlein, 1885)
- Salenocidaris profundi (Duncan, 1877)
- Salenocidaris varispina A. Agassiz, 1869

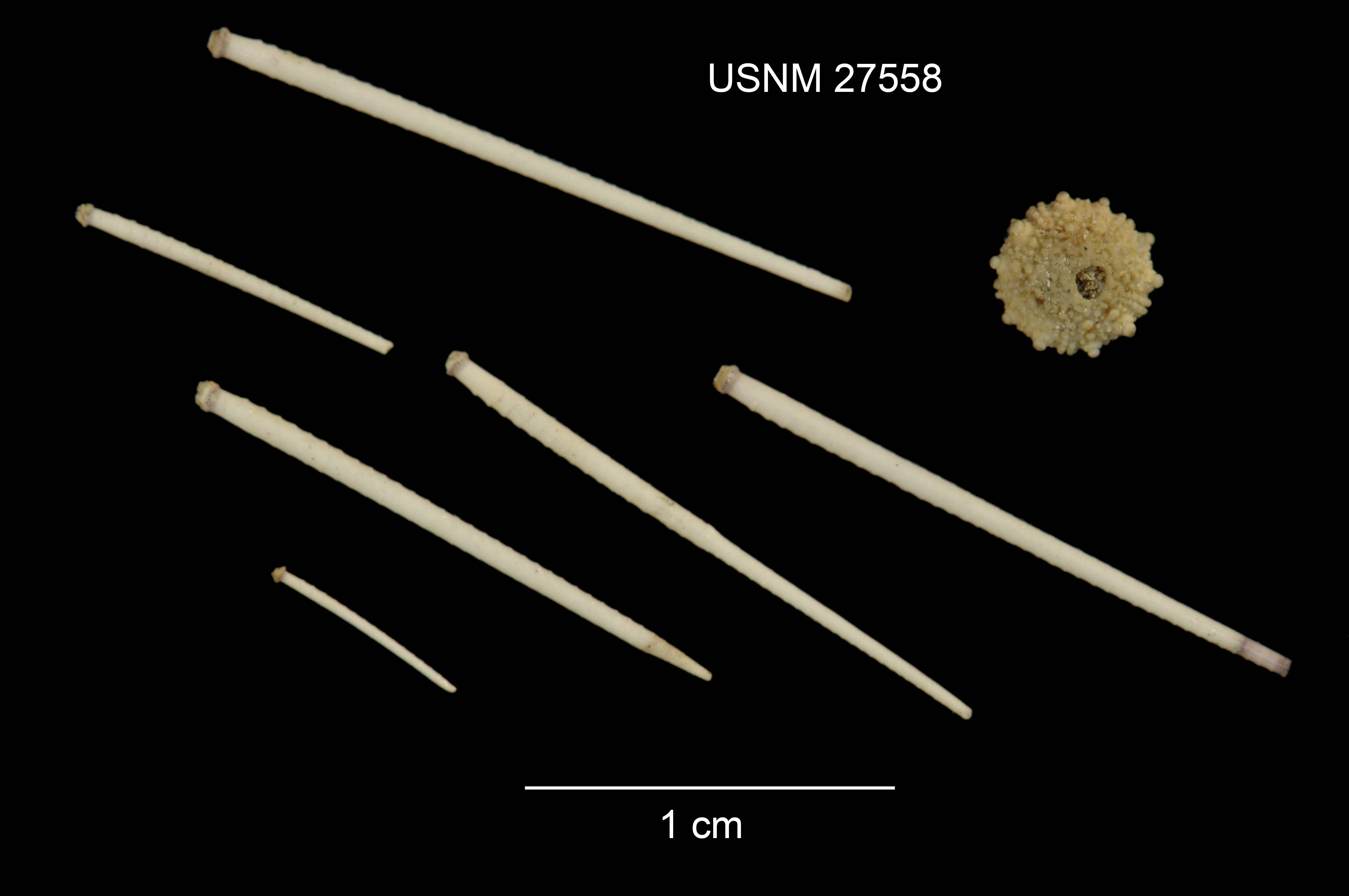
Salenocidaris crassispina
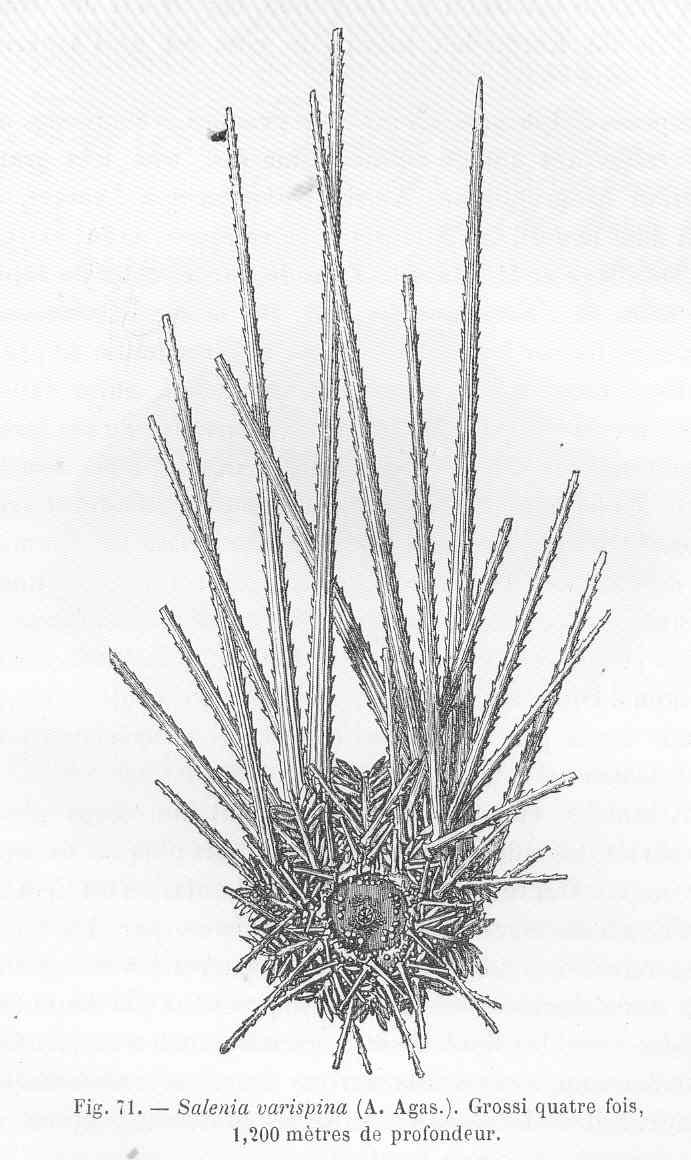
Salenocidaris varispina